# Gourhel
Gourhel är en kommun i departementet Morbihan i regionen Bretagne i nordvästra Frankrike. Kommunen ligger i kantonen Ploërmel som tillhör arrondissementet Vannes. År 2022 hade Gourhel 724 invånare.

## Befolkningsutveckling
Antalet invånare i kommunen Gourhel
| Referens: INSEE |